# Robert Burns Woodward
Robert Burns Woodward (Boston, 10 aprile 1917 – Cambridge, 8 luglio 1979) è stato un chimico statunitense che si è occupato, in particolare, di chimica organica.
I suoi studi si riferiscono principalmente alla sintesi organica e alla determinazione della struttura di sostanze naturali complesse quali la chinina, il colesterolo, il cortisone, la stricnina, l'acido lisergico e la cefalosporina. Elaborò anche il metodo di sintesi della vitamina B12. Premio Nobel per la chimica nel 1965, ha lavorato a stretto contatto con Roald Hoffmann con il quale elaborò una serie di regole, note come regole di Woodward-Hoffmann, che descrivono le interazioni tra gli orbitali {\displaystyle \pi } nelle reazioni pericicliche e permettono di prevedere la stereochimica di tali trasformazioni.